# Primorska (Weinbauregion)

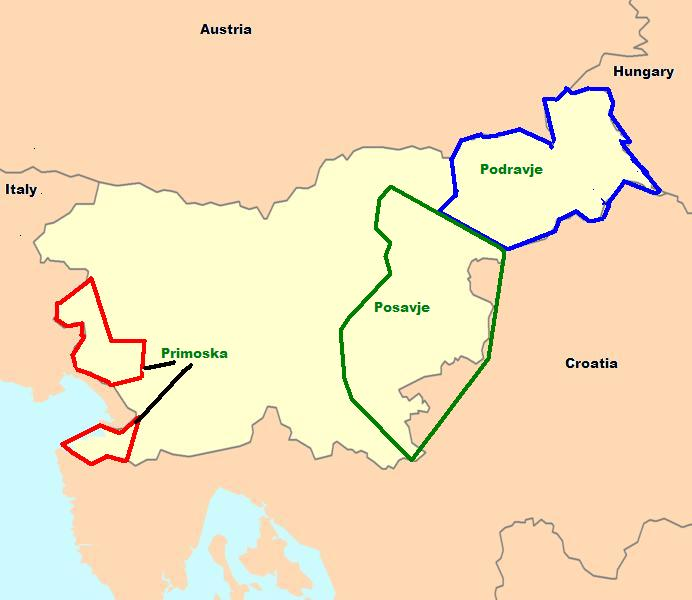
Die drei Weinbauregionen in Slowenien

Die Weinbauregion Primorska (etwa 7000 ha) ist eine der drei Weinregionen in Slowenien und namensgleich mit der historischen Landschaft Primorska. Die Region liegt auf dem Karstplateau und grenzt im Westen an die italienische Region Friaul, an deren Grenzen sie längs verläuft. Insofern sind die klimatischen Bedingungen denen des italienischen Nachbarn sehr ähnlich.
Obwohl sie flächenmäßig nicht die größte ist, produziert die Weinbauregion Primorska den meisten Wein in Slowenien. 
Primorska ist in vier Weinanbaugebiete unterteilt:
- Brda, das Görzer Hügelland an der Grenze zu Italien
- Vipavska dolina (Vipavatal)
- Kras (Karst)
- Slovenska_Istra, der slowenische Teil Istriens an der Grenze zu Kroatien.

Durch die Region führen vier Weinstraßen: die Brda-Weinstraße, die Vipava-Weinstraße, die Karst-Weinstraße und die Istrische Weinstraße.

## Klima
Das Klima ist durch einen heißen Sommer und einem Herbst mit oft starken Gewittern geprägt. Außerdem wird der Weinbau auch durch den kalten Nordwind Bora beeinflusst.

## Weinsorten
Das Land produziert jährlich rund 40 Millionen Liter Wein (2/5 der gesamten slowenischen Ernte). Im Küstengürtel und im Karst dominieren rote Sorten, während im Vipava-Tal der größte Anteil an weißen Sorten zu finden ist.
Aufgrund der überwiegend warmen und trockenen Einflüsse der Adria sind die an diesem geografischen Standort produzierten Weine im Allgemeinen trocken, mit einem höheren Alkoholgehalt und einem niedrigeren Säurefaktor. 
Sortenreine Weine der Region sind:
Rot: Barbera, Cabernet Sauvignon, Cabernet Franc, Refošk, Pinot Noir (Modri pinot), Merlot, Teran, Teranton, 
Weiß: Pinot Blanc (Beli pinot), Pinot Gris (Sivi pinot), Malvazija, Rebula, Chardonnay, Welschriesling (Laški rizling), Sauvignon, Pinela, Zeleni Sauvignon oder Sauvignonasse, früher bekannt als Friuli Tokaj, Zelen (eine autochthone Rebsorte aus dem Vipava-Tal), Klarnica, Verduc, Pikolit.
Cuvée-Weine der Region sind  Kopran, Kraševec, Vipavec, Vrtovčan und Vandrijan.